# Лопес Мартинес, Жозеп Мануэль
Жозеп Мануэль Лопес Мартинес (исп. Josep Manuel López Martínez; 24 апреля 1980, Барселона) — испанский шахматист, гроссмейстер (2007).
В составе сборной Испании участник 4-х командных чемпионатов Европы (2001 — за 2-ю сборную, 2005, 2009, 2017).

## Изменения рейтинга
| Графики недоступны из-за технических проблем. См. информацию на Фабрикаторе и на mediawiki.org. |